# De donkere lichtjaren
De donkere lichtjaren (Engelse titel: The Dark Light-Years) is een sciencefictionroman uit 1970 van de Engelse schrijver Brian Aldiss.

## Synopsis
In het jaar 2035 stoten interstellaire onderzoekers op een onbekende planeet op buitenaardse wezens. Ze worden Buvreems genoemd, buitenaardse vreemdelingen. De utods of rhinomensen lijken op neushoorns en hebben zes poten. Ze wentelen zich in hun eigen vuil, mest en modder waardoor ze een verschrikkelijke stank verspreiden. Tot dan toe hebben de ruimtereizen geen buitenaardsen opgeleverd, waarmee op gelijkwaardige voet gecommuniceerd kon worden. Dit blijkt ook met deze buvreems het geval te zijn. De kennismaking verloopt dan ook niet goed. Tijdens de eerste ontmoeting voelen de mensen (aangeduid met tweepotigen) zich genoodzaakt enige buvreems te doden. Als de expeditie wordt voortgezet komt men erachter dat Clementine niet de thuisplaneet van de wezens is; ze zijn per ruimteschip vanuit een ander sterrenstelsel naar deze planeet getrokken. Bij vertrek van Clementine neemt de mensheid twee exemplaren mee en op Aarde begint de strijd tussen twee kampen. Het ene kamp probeert alsnog (tevergeefs) met de wezens te communiceren. Het andere wil ze inzetten bij de interne strijd tussen mensen. Op de planeet Charon achter Pluto woedt een aantal oorlogen waarvan die tussen Engeland en Brazilië al enige tijd voortwoekert. Op Aarde mag na de Derde Wereldoorlog geen strijd meer worden geleverd. Een voordeel van buvreems lijkt te zijn, dat ze geen gevoel voor angst hebben. De laatste partij wint en de mensheid gaat op zoek naar de thuisplaneten van de buvreems en raakt vervolgens in een ongelijke strijd met hen. Ondertussen blijft Aylmer Ainson de dieren onderzoeken. Als hij eindelijk een manier heeft gevonden om met de wezens te communiceren, blijkt de mensheid de diersoort bijna uitgeroeid te hebben.